# 원 월드와이드 플라자
원 월드와이드 플라자(영어: One Worldwide Plaza)는 뉴욕 맨해튼의 마천루이다. 월드 와이드플라자 (Worldwide Plaza)는 상업 및 주거용 건물 세 채로 이루어져 있으며, 8번로에서 9번로와 49번가에서 50번가 거리에 둘러싸인 모든 블록을 차지하고있다. 이 복합 시설은 1989년에 완성되었다. 원 월드 와이드 플라자는 상업용 오피스 빌딩로 8번로에 접해있다. 투 월드 와이드 플라자 (Two Worldwide Plaza)는 주거용 건물로, 블록의 중앙에 위치하고있다. 스리 월드 와이드 플라자 (Three Worldwide Plaza)는 주거용 건물로 9번로에 접하고 있으며, 1층에는 상점이 들어서 있다. 지하는 50번가 역이다.

## 같이 보기
- 미국의 마천루 목록